# Enizemum ornatum
Enizemum ornatum là một loài tò vò trong họ Ichneumonidae.